# Anomalía de temperatura

Varios conjuntos de datos sobre la temperatura global de la superficie tenían originalmente periodos de referencia diferentes, pero para que la comparación sea significativa se han ajustado para que tengan la misma temperatura de referencia «0 °C». Sin este ajuste, las trazas estarían verticalmente desfasadas entre sí. Aquí, el valor «0 °C» se determina basándose en la media de 1850-1900 -considerada como una temperatura «preindustrial»- y que no indica una temperatura medida absoluta de «0 °C».

La anomalía de temperatura es la diferencia, positiva o negativa, de una temperatura respecto a un valor base o de referencia, elegido normalmente como media de las temperaturas de un determinado periodo de referencia o base. En ciencias atmosféricas, la temperatura media suele calcularse a lo largo de un periodo de al menos 30 años en una región geográfica homogénea, o globalmente en todo el planeta.
Las temperaturas se obtienen de estaciones meteorológicas de superficie y mar adentro o se deducen de datos de satélites meteorológicos. Las anomalías de temperatura pueden calcularse a partir de conjuntos de datos de temperaturas atmosféricas cercanas a la superficie y en las capas superiores del aire o de temperaturas de la superficie del mar.

## Descripción
Las anomalías de temperatura son una medida de la temperatura en comparación con una temperatura de referencia, que a menudo se calcula como un promedio de las temperaturas durante un período de referencia, a menudo llamado período base. Los registros de temperatura superficial promedio global generalmente se presentan como anomalías más que como temperaturas absolutas.
El uso de valores de referencia calculados para zonas distintas durante el mismo periodo de tiempo establece una línea de base a partir de la cual se calculan las anomalías, de modo que los datos normalizados se utilizan para comparar con mayor precisión los patrones de temperatura con lo que es normal. Por ejemplo, los conjuntos de datos submundiales pueden corresponder a series temporales sólo terrestres, sólo oceánicas y hemisféricas. Las anomalías proporcionan un marco de referencia que permite realizar comparaciones más significativas entre lugares y cálculos más precisos de las tendencias de temperatura.
El uso de distintos periodos base no modifica la forma de los gráficos de series temporales ni afecta a la representación de las tendencias que contienen[1]. Por ejemplo, la política de la Organización Meteorológica Mundial (OMM) motiva el uso de un periodo base de 30 años, mientras que, por simplicidad conceptual, a veces se utiliza un periodo base de un siglo para seguir la evolución general de las temperaturas en toda la superficie del planeta.Diferentes organizaciones meteorológicas han utilizado periodos base respectivos para los conjuntos de datos de temperatura media global en superficie, como 1951-1980 (NASA GISS y Berkeley Earth), 1961-1990 (HadCRUT U.K.), 1901-2000 (NCDC/NOAA) y 1991-2020 (Japan Met).

### Desviación estándar

Aunque el norte de América se ha calentado más que sus trópicos, éstos se han desviado más claramente de la variabilidad histórica normal (bandas coloreadas: 1σ, 2σ desviaciones típicas). Los dos gráficos tienen el mismo periodo de referencia.

Las anomalías por sí solas no bastan para caracterizar la excepcionalidad de los valores de temperatura. La desviación típica -simbolizada por el signo sigma en minúsculas, σ- cuantifica el grado de variación de los valores de un conjunto de datos (véanse las bandas de color en el gráfico de la derecha). Por ejemplo, una variación de +2 °C puede ser más significativa en una región con temperaturas normalmente estables que otra de +3 °C en una región con una variabilidad normalmente grande. Con este fin, las anomalías se muestran a menudo como «anomalías estandarizadas», es decir, la anomalía dividida por la desviación típica.
En resumen: la elección del periodo de referencia determina la colocación vertical de un trazo en un gráfico, y la desviación determina cuánto se «estira» el trazo en la dirección vertical del gráfico.

## Pronóstico
La predicción meteorológica numérica proporciona la temperatura prevista para los próximos días o semanas. Esto puede utilizarse para calcular las anomalías durante estos periodos de previsión. Existen dos tipos de previsiones, deterministas y probabilistas, que darán resultados diferentes.
Los datos deterministas son valores obtenidos al ejecutar el modelo de predicción con unas condiciones iniciales determinadas por las condiciones iniciales de la asimilación de datos. Los datos probabilísticos vienen de conjuntos de predicción en los que el modelo (o diferentes modelos) se ejecuta varias veces con ligeras variaciones en las condiciones iniciales cada vez.
Las anomalías deterministas tienen una desviación típica que sólo depende del sesgo de la previsión. La desviación y las anomalías probabilísticas, al calcularse a partir de varias soluciones del modelo, son en sí mismas probabilidades de que se produzcan.